# Projekt RST54
Das Projekt RST54 beschreibt einen Binnen- und Küstenmotorschiffstyp. Bei dem Schiffstyp handelt es sich um einen Tanker, der zusätzlich mit einem offenen Ladedeck für den Transport von Massen- und Stückgütern versehen ist.

## Geschichte
Der Schiffstyp wurde vom Marine Engineering Bureau entworfen. Die Schiffe, zunächst waren vier Einheiten bestellt, wurden auf der Werft Okskaya Sudoverf in Nawaschino für die in St. Petersburg ansässige Reederei BF Tanker gebaut. Im September 2015 wurden drei weitere Einheiten des Typs bestellt.

## Beschreibung
Der Schiffstyp ist als Tanker konzipiert. Zusätzlich ist er mit einem offenen, mit einer zwei Meter hohen Umwandung eingefassten Decksbereich ausgestattet. Die Schiffe des Typs können neben Ölprodukten in den Ladetanks zusätzlich nicht nässeempfindliche Massen- und Massenstückgüter, Fahrzeuge oder Container an Deck befördern. Hierdurch kann die Anzahl von Ballastfahrten verringert werden. Für die Beförderung von Pkw kann auf dem Deck eine Gerüstkonstruktion mit zwei zusätzlichen Decks aufgestellt werden. Die Fahrzeugkapazität ist je nach Größe mit rund 270 bis 350 Einheiten angegeben. Die Be- und Entladung von rollender Ladung erfolgt über landseitige Rampen.
In den beiden Laderäumen sind zehn Tanks mit insgesamt 5446 m³ untergebracht. Der Ladungsumschlag kann über vier Manifolds (je zwei auf beiden Seiten der Schiffe) erfolgen. Die Tanks in den Laderäumen sind mit zwei Ladungspumpen ausgestattet, die jeweils 300 m³/Std. fördern können. Für die Beheizung der Ladungstanks stehen zwei Dampfkessel zur Verfügung.
Die Ladefläche an Deck ist 102,85 × 12,46 m groß. Insgesamt stehen rund 2564 m³ zur Verfügung stehen, die Tragfähigkeit für die auf dem Deck beförderten Ladungen beträgt rund 4500 t. Das Deck kann mit 5,5 t/m² belastet werden. An Deck können 148 TEU in zwei Lagen geladen werden. Für Kühlcontainer stehen 45 Anschlüsse zur Verfügung.
Die Schiffe werden von zwei Wärtsilä-Dieselmotoren des Typs 6L20 mit jeweils 1200 kW Leistung angetrieben. Die Motoren wirken jeweils auf einen Ruderpropeller. Die Schiffe sind mit einem mit 230 kW Leistung angetriebenen Bugstrahlruder ausgestattet. Für die Stromerzeugung stehen drei von Dieselmotoren mit jeweils 296 kW Leistung angetriebene Generatoren zur Verfügung. Weiterhin wurde ein von einem Dieselmotor mit 62 kW Leistung angetriebener Notgenerator verbaut.
Die Schiffe können den Wolga-Don-Kanal und den Wolga-Ostsee-Kanal befahren. Die Decksaufbauten sind relativ niedrig gehalten. Zur Unterquerung von Brücken können die Masten geklappt werden.
Am Heck der Schiffe befindet sich ein Freifallrettungsboot. Der Rumpf der Schiffe ist eisverstärkt (russische Eisklasse „Ice3“). 
Die Schiffe werden mit einer bis zu zwölfköpfigen Besatzung betrieben. An Bord können insgesamt 15 Personen untergebracht werden. Die Schiffe können 20 Tage auf See bleiben.

## Schiffe
| Projekt RST54 | Projekt RST54 | Projekt RST54 | Projekt RST54                                    | Projekt RST54                                 |
| Bauname       | Baunummer     | IMO-Nummer    | Kiellegung Stapellauf Ablieferung                | Spätere Namen und Verbleib                    |
| ------------- | ------------- | ------------- | ------------------------------------------------ | --------------------------------------------- |
| Balt Flot 1   | 5401          | 9751872       | 16. Dezember 2013 10. Juli 2014 22. Oktober 2014 |                                               |
| Balt Flot 2   | 5402          | 9751884       | 24. Januar 2014 26. August 2014 27. April 2015   |                                               |
| Balt Flot 3   | 5403          | 9751896       | 5. März 2014 24. Oktober 2014 27. April 2015     |                                               |
| Balt Flot 4   | 5404          | 9751901       | 10. April 2014 16. April 2015 27. November 2015  | 2015: Volga Flot 10, 2019: Professor Sacharow |
| Balt Flot 4   | 5405          | 9751913       | 28. Mai 2014 29. November 2015 26. April 2016    |                                               |
| Balt Flot 5   | 5406          | 9751925       | 28. August 2014 17. März 2016 1. Juni 2016       |                                               |
| Balt Flot 6   | 5407          | 9751937       | 28. November 2014 21. April 2016 11. Juli 2016   |                                               |

Die vierte Einheit des Typs wurde als Balt Flot 4 gebaut. Sie kam als Volga Flot 10 in Charter von V.F.Tanker in Fahrt. Nach dem Zusammenschluss mit der Wolga-Reederei Ende 2018 wurde das Schiff 2019 an die Wolga-Reederei verkauft und in Professor Sacharow umbenannt.
Die Schiffe fahren unter russischer Flagge. Heimathafen ist St. Petersburg.